# Амбролидзе, Важа Алексеевич
Важа Алексеевич Амбролидзе (род. 5 декабря 1962, Рустави, Грузинская ССР, СССР) — советский спортсмен, чемпион мира по спортивной акробатике. Заслуженный мастер спорта СССР (1991).

## Биография
Выступал в составе мужской четвёрки. Тренировались в Тольятти под руководством Виталия Гройсмана.
После окончания спортивной карьеры занимался предпринимательством.

## Достижения
В 1986 году впервые стал чемпионом СССР, повторив успех в 1987, 1988 и 1990 годах. В 1989 году завоевал кубок СССР.
На чемпионате Европы 1987 года в составе четвёрки вместе с И. Якушовым, А. Абдуловым, И. Черновым завоевал серебро в многоборье, бронзу в балансовых и динамических упражнениях. На проходившем в том же году в Батон-Руже Кубке мира тольяттинская четвёрка стала второй в многоборье и динамических упражнениях и третьей в балансовых.
В 1990 году в четвёрке из И. Якушова, И. Чернова и Д. Усанова стал чемпионом мира в многоборье и динамических упражнениях и серебряным призёром в балансовых упражнениях и чемпионом Европы во всех трёх дисциплинах.
Обладатель Кубка мира 1991 года.